# Mel Thurston
John Melvin "Mel" Thurston (Lockport, Nueva York, 16 de enero de 1919-ibidem, 8 de octubre de 1987) fue un jugador de baloncesto estadounidense que disputó dos temporadas en la NBL, una en la BAA y una más en la liga menor NYSBL. Con 1,83 metros de estatura, jugaba en la posición de base.

## Trayectoria deportiva

### Universidad
Jugó durante tres temporadas, entre 1940 y 1943, con los Golden Griffins del Canisius College, siendo el primer jugador de dicha institución en llegar a jugar en la BAA o la NBA. En su última temporada fue el capitán del equipo.

### Profesional
Tras realizar el servicio militar durante la Segunda Guerra Mundial, en 1946 fichó por los Tri-Cities Blackhawks de la NBL, donde jugó dos temporadas, siendo la más destacada la segunda, en la que promedió 3,2 puntos por partido.
En 1948 fichó por los Providence Steamrollers de la BAA, donde únicamente disputó 14 partidos, en los que promedió 5,6 puntos. Antes de retirarse, jugó una temporada en los Saratoga Indians de la liga menor NYSBL.

#### Estadísticas en la BAA

##### Temporada regular
| Temporada | Edad | Equipo                  | Liga | P  | TC  | TCA | %TC  | TL  | TLA | %TL  | ASIS | FP  | PTS |
| 1947-48   | 29   | Providence Steamrollers | BAA  | 14 | 2.3 | 8.1 | .283 | 1.0 | 2.0 | .500 | 0.3  | 3.0 | 5.6 |
| Total     |      |                         | BAA  | 14 | 2.3 | 8.1 | .283 | 1.0 | 2.0 | .500 | 0.3  | 3.0 | 5.6 |